# Montfermier
Montfermier település Franciaországban, Tarn-et-Garonne megyében. Lakosainak száma 109 fő (2022. január 1.). Montfermier Molières, Montpezat-de-Quercy, Saint-Paul-Flaugnac és Castelnau-Montratier községekkel határos.

## Népesség
A település népessége az elmúlt években az alábbi módon változott:
| Lakosok száma | 104  | 104  | 107  | 105  | 105  | 106  | 106  | 108  | 109  |
|               | 2013 | 2015 | 2016 | 2017 | 2018 | 2019 | 2020 | 2021 | 2022 |